# Amaurascopsis perforata
Amaurascopsis perforata är en svampart som beskrevs av Guarro, Gené & De Vroey 1992. Amaurascopsis perforata ingår i släktet Amaurascopsis och familjen Gymnoascaceae.   Inga underarter finns listade i Catalogue of Life.